# Hallands läns valkrets
Hallands läns valkrets är en egen valkrets vid val till den svenska riksdagen. 

## Mandatantal
Vid det första valet till enkammarriksdagen år 1970 hade valkretsen sju fasta mandat, ett antal som höjdes till åtta i valet 1973 och nio i valet 1979. Antalet fasta mandat var tio vid riksdagsvalet 2006. Antalet utjämningsmandat har varierat från ett i valet 1970, noll i valet 1973, ett i valen 1976–1985, två i valet 1988, ett i valet 1991 och noll i valet 1994. I valet 2006 hade valkretsen noll utjämningsmandat.
| 1970 | 1973 | 1976 | 1979 | 1982 | 1985 | 1988 | 1991 | 1994 | 1998 | 2002 | 2006 | 2010 | 2014 | 2018 | 2022 |
| ---- | ---- | ---- | ---- | ---- | ---- | ---- | ---- | ---- | ---- | ---- | ---- | ---- | ---- | ---- | ---- |
| 7    | 8    | 8    | 9    | 9    | 9    | 9    | 9    | 9    | 10   | 10   | 10   | 10   | 10   | 10   | 10   |

## Riksdagsledamöter under enkammarriksdagen (listan ej komplett)

### 1971–1973
- Gunnar Oscarson, m
- Alvar Andersson, c
- Johannes Antonsson, c
- Axel Kristiansson, c
- Karl Bengtsson, fp
- Ingemund Bengtsson, s
- Gösta Josefsson, s (1971–9/10 1973)
- Lars Svensson, s (24/10–28/12 1973)
- Eric Mossberger, s

### 1974–1975/76
- Gunnar Oscarson, m
- Alvar Andersson, c
- Johannes Antonsson, c
- Axel Kristiansson, c
- Karl Bengtsson, fp
  - Arne Remgård, fp (ersättare för Karl Bengtsson 10/1–16/2 1975)
- Owe Andréasson, s
- Ingemund Bengtsson, s
  - Maja Ohlin, s (ersättare för Ingemund Bengtsson 15/2 1974–1975/76)
- Evert Hedberg, s

### 1976/77–1978/79
- Gunnar Oscarson, m
- Alvar Andersson, c
- Johannes Antonsson, c (1976/77–28/2 1979; statsråd 8/10 1976–18/10 1978)
  - Axel Kristiansson, c (ersättare för Johannes Antonsson 11/10 1976–18/10 1978; ledamot 1/3–6/6 1979)
- Ella Johnsson, c
- Karl Bengtsson, fp
  - Arne Remgård, fp (ersättare för Karl Bengtsson 2/10 1978–30/9 1979)
- Owe Andréasson, s
- Ingemund Bengtsson, s (statsråd 4–7/10 1976)
  - Maja Ohlin, s (ersättare för Ingemund Bengtsson 4–7/10 1976)
- Evert Hedberg, s

### 1979/80–1981/82
- Gunnar Oscarson, m
- Rolf Andersson, c
- Ivar Franzén, c
- Ella Johnsson, c
- Christer Eirefelt, fp
- Owe Andréasson, s
- Ingemund Bengtsson, s (talman under mandatperioden)
- Evert Hedberg, s
- Maja Ohlin, s (1979/80–28/4 1981)
  - Lars Svensson, s (ersättare 1/10–9/11 1979)
  - Lars Svensson, s (ersättare 13/11 1979–28/4 1981)
  - Lars Svensson, s (29/4 1981–1981/82)
  - Ulla-Britt Åbark, s (ersättare 1/4–18/6 1981)
  - Ulla-Britt Åbark, s (ersättare 1981/82)

### 1982/83–1984/85
- Nic Grönvall, m
- Inger Wickzén (från 1985 Ahlström), m
- Rolf Andersson, c (1982/83–18/2 1984)
- Ivar Franzén, c
  - Ella Johnsson, c (ersättare 1/3–14/6 1983)
  - Ella Johnsson, c (29/2 1984–1984/85)
- Christer Eirefelt, fp
- Owe Andréasson, s
- Ingemund Bengtsson, s (talman under mandatperioden)
  - Ulla-Britt Åbark, s (ersättare för Ingemund Bengtsson)
- Evert Hedberg, s
- Lars Svensson, s

### 1985/86–1987/88
- Nic Grönvall, m
  - Inger Ahlström, m (ersättare 21/11–21/12 1987)
- Ivar Franzén, c
- Rolf Kenneryd, c
- Christer Eirefelt, fp
- Margareta Fogelberg, fp
  - Margareta Lorentzen, fp (ersättare 21/4–21/5 1987)
- Owe Andréasson, s
- Ingemund Bengtsson, s (talman under mandatperioden)
  - Ulla-Britt Åbark, s (ersättare för Ingemund Bengtsson)
- Evert Hedberg, s
- Lars Svensson, s

### 1988/89–1990/91
- Nic Grönvall, m
  - Carl Fredrik Graf, m (ersättare 19/3–13/5 1990)
- Ivar Franzén, c
- Rolf Kenneryd, c
- Christer Eirefelt, fp
- Margareta Fogelberg, fp
- Hans Leghammar, mp
- Owe Andréasson, s
- Ingegerd Sahlström, s
- Lars Svensson, s
- Ulla-Britt Åbark, s
  - Alf Eriksson, s (ersättare 10/11–9/12 1990)

### 1991/92–1993/94
- Carl Fredrik Graf, m (1991/92–5/10 1993)
  - Hans Hjortzberg-Nordlund, m (6/10 1993–21/6 1994)
- Liselotte Wågö, m
- Harry Staaf, kds
- Ivar Franzén, c
- Christer Eirefelt, fp
- Bengt Dalström, nyd
  - Vivianne Franzén, nyd (ersättare för Bengt Dalström 18/11–17/12 1993)
- Owe Andréasson, s
- Ingegerd Sahlström, s
- Ulla-Britt Åbark, s (30/9 1991–20/5 1992)
  - Alf Eriksson, s (22/5 1992–1993/94)

### 1994/95–1997/98
- Carl Fredrik Graf, m
- Hans Hjortzberg-Nordlund, m
- Liselotte Wågö, m
- Rolf Kenneryd, c
- Christer Eirefelt, fp
- Alf Eriksson, s
- Majléne Westerlund Panke, s
- Pär-Axel Sahlberg, s
- Ingegerd Sahlström, s (ledig 16/11 1995–1997/98)
  - Hans Hoff, s (ersättare från 16/11 1995)

### 1998/99–2001/02
- Rolf Kenneryd, c[5]
- Lennart Kollmats, fp[5]
- Lars Gustafsson, kd[5]
- Ester Lindstedt-Staaf, kd[5]
- Carl Fredrik Graf, m[5]
- Hans Hjortzberg-Nordlund, m[5]
- Liselotte Wågö, m[5]
- Jörgen Andersson, s[5] (statsråd)
  - Pär-Axel Sahlberg, s (ersättare för Jörgen Andersson)
- Alf Eriksson, s[5]
- Ingegerd Sahlström, s[5] (5/10 1998–31/3 1999; ledig 20/10 1998–31/3 1999)
- Majléne Westerlund Panke, s[5]
- Kjell-Erik Karlsson, v[5]

### 2002/03–2005/06
- Jan Andersson, c[6]
- Jan Ertsborn, fp[6]
- Lennart Kollmats, fp[6]
- Lars Gustafsson, kd[6]
- Anne Marie Brodén, m[6]
- Henrik von Sydow, m[6]
- Alf Eriksson, s[6]
- Hans Hoff, s[6]
- Pär Axel Sahlberg, s[6]
- Majléne Westerlund Panke, s[6]
- Kjell-Erik Karlsson, v[6]

### 2006/07–2009/10
- Jan Andersson, c[7]
- Jan Ertsborn, fp[7]
- Lars Gustafsson, kd[7]
- Anne Marie Brodén, m[7]
- Marianne Kierkemann, m[7]
- Henrik von Sydow, m[7]
- Alf Eriksson, s[7]
- Hans Hoff, s[7]
- Jennie Nilsson, s[7]
- Magdalena Streijffert, s[7]

### 2010/11–2013/14
- Ola Johansson, C[8]
- Jan Ertsborn, FP[8]
- Lars Gustafsson, KD[8]
- Anne Marie Brodén, M[8]
- Jenny Petersson, M[8]
- Michael Svensson, M[8]
- Henrik von Sydow, M[8]
- Agneta Börjesson, MP[8]
- Adnan Dibrani, S[8]
- Hans Hoff, S[8]
- Jennie Nilsson, S[8]
- Mikael Jansson, SD[8]

### 2014/15–2017/18
- Ola Johansson, C[9]
- Bengt Eliasson, FP/L[9]
- Göran Hägglund, KD[9] (29/9 2014–24/4 2015; statsråd 29/9–3/10 2014)
- Jenny Petersson, M[9]
- Michael Svensson, M[9]
- Jörgen Warborn, M[9]
- Agneta Börjesson, MP[9]
- Adnan Dibrani, S[9]
- Hans Hoff, S[9]
- Jennie Nilsson, S[9]
- Jeff Ahl, SD[9]
  - Heidi Karlsson, SD (ersättare för Jeff Ahl 15/5–1/6 2017)
    - Crister Spets, SD (ersättare för Jeff Ahl 2–30/6 2017)
      - Crister Spets, SD (ersättare för Jeff Ahl 1–31/10 2017)
        - Crister Spets, SD (ersättare för Jeff Ahl 1/12 2017–28/2 2018)
- Johnny Skalin, SD[9]

### 2018/19–2021/22
- Ola Johansson, C[10]
- Larry Söder, KD[10]
- Bengt Eliasson, L[10]
- Ulrika Jörgensen, M[10]
- Lars Püss, M[10]
- Jörgen Warborn, M[10] (24/9 2018–1/7 2019)
  - Helena Antoni, M (från 2/7 2019)
- Elisabeth Falkhaven, MP[10]
- Adnan Dibrani, S[10]
- Hans Hoff, S[10]
- Jennie Nilsson, S[10] (statsråd 21/1 2019–30/6 2021)
  - Sara Heikkinen Breitholtz, S (ersättare för Jennie Nilsson 21/1 2019–30/6 2021)
- Staffan Eklöf, SD[10]
- Eric Westroth, SD[10]
- Jon Thorbjörnson, V[10]

### 2022/23–2025/26
- Christofer Bergenblock, C[11]
- Larry Söder, KD[11]
- Cecilia Rönn, L[11]
- Lars Püss, M[11]
- Helena Storckenfeldt, M[11]
- Jan Riise, MP[11]
- Aida Birinxhiku, S[11]
- Adnan Dibrani, S[11]
- Jennie Nilsson, S[11]
- Sara-Lena Bjälkö, SD[11]
- Carita Boulwén, SD[11]
- Erik Hellsborn, SD[11]

## Första kammaren
Hallands län var en särskild valkrets med fyra mandat i första kammaren mellan 1866 och 1921. Vid förstakammarvalet 1921 avskaffades valkretsen och uppgick i Kronobergs läns och Hallands läns valkrets.

### Riksdagsledamöter i första kammaren

#### 1867–1911 (successivt förnyade mandat)
- Fredric Brummer (1867–1875)
  - Isak Wallberg (1876–1884)
    - Anders Reinhold Holm, lmp i FK 1885–1887, gamla lmp i FK 1888–1890 (1885–1890)
      - Wilhelm Wallberg, prot (1891–lagtima riksmötet 1892)
        - Carl Fehrman (urtima riksmötet 1892–22/6 1898)
          - Sebastian Tham, prot (1899–1907)
            - Ludvig Danström (1908–1911)

- Gustaf Adam Ehrengranat (1867–1868)
  - Carl Otto Silfverschiöld (1869–1872)
    - Oscar Alströmer (1873–1881)
      - Carl Hammar (1882–1885)
        - Wilhelm Lothigius, prot 1888–1894 (1886–1894)
          - Sebastian Tham, prot (1895–1897)
            - Carl Nordenfalk, min 1898–1904, mod 1905–1906 (1898–1906)
              - Elis Heüman, prot (1907–6/8 1908)
                - Axel Asker, mod (1909–1911)

- Carl Hammar (1867–1870)
  - Bernhard Santesson (1871–1872)
    - Carl Hammar (1873–1880)
      - Theodor Carlheim-Gyllensköld (1881–1888)
        - Carl Fredric von Sydow (1889–1891)
          - Adolf von Möller, prot (1892–1909)
            - Lars Stendahl, fh (1910–1911)

- Peter von Möller (1867–28/11 1883)
  - Alfred Bexell, prot 1888 (1884–1888)
    - Ingemar Kerfstedt, prot (1889–1897)
      - Peter Hansson (1898–1901)
        - Anders Apelstam, min 1902–1904, mod 1905 (1902–första urtima riksmötet 1905)
          - Carl Björck, prot 1905–1909, fh 1910–1911 (andra urtima riksmötet 1905–1911)

#### 1912
- Axel Asker, n
- Ludvig Danström, n
- Lars Stendahl, n
- Johan Almer, lib s

#### 1913–lagtima riksmötet 1919
- Ludvig Danström, n (1913–18/1 1919)
  - Johan Anton Johansson, n (från 21/1 1919)
- Richard Hermelin, n
- Birger Jönsson, n (1913–urtima riksmötet 1918)
  - Johan Bernhard Johansson, n (lagtima riksmötet 1919)
- Johan Almer, lib s

#### Urtima riksmötet 1919–1921
- Johan Bernhard Johansson, n
- Anders Elisson, jfg
- Ollas Anders Ericsson, bf
- Gustaf Anton Larsén, s

## Andra kammaren
I valen till andra kammaren var Hallands län länge uppdelat på mindre valkretsar. Landsbygden utgjorde i valen 1866–1908 fem valkretsar med var sitt mandat, från norr till söder Fjäre och Viske häraders valkrets (även kallad Hallands läns norra domsagas valkrets), Himle härads valkrets, Årstads och Faurås häraders valkrets, Halmstads och Tönnersjö häraders valkrets samt Höks härads valkrets. Länets fem städer bildade i valen 1866–1875 Halmstads, Varbergs, Laholms, Falkenbergs och Kungsbacka valkrets med ett mandat, men denna delades upp vid valet 1878 så att Halmstad i stället fördes till Halmstads och Ängelholms valkrets medan övriga städer bildade Laholms, Falkenbergs, Varbergs och Kungsbacka valkrets. Från och med valet 1896 bildade residensstaden ensam Halmstads valkrets. Vid övergången till proportionellt valsystem i andrakammarvalet 1911 slogs samtliga valkretsar ihop till en gemensam valkrets med sex mandat, ett antal som minskade till fem mandat från och med valet 1940.

### Riksdagsledamöter i andra kammaren

#### 1912–första riksmötet 1914
- Anders Henrikson, lmb
- Anders Olsson, lmb
- Axel Westman, lmb
- August Ifvarsson, lib s
- Per Johan Persson, lib s
- Carl Strid, s

#### Andra riksmötet 1914
- Anders Henrikson, lmb
- Nils Johansson, lmb
- Anders Olsson, lmb
- Axel Westman, lmb
- August Ifvarsson, lib s
- Carl Strid, s

#### 1915–1917
- Anders Elisson, lmb
- Anders Henrikson, lmb
- Nils Johansson, lmb
- Axel Westman, lmb
- Per Johan Persson, lib s
- Carl Strid, s

#### 1918–1920
- Anders Elisson, lmb 1918, jfg 1919 (1918–lagtima riksmötet 1919)
  - Nils Johansson, jfg (urtima riksmötet 1919–1920)
- Carl Hederstierna, lmb
- Anders Henrikson, lmb
- Anders Johansson, lib s
- Per Johan Persson, lib s
- Carl Strid, s (1918–1919)
  - Anders Andersson, s (1920)

#### 1921
- Carl Hederstierna, lmb
- Richard Hermelin, lmb
- Nils Johansson, jfg
- Johan Larsson, bf
- Per Johan Persson, lib s
- Carl Strid, s

#### 1922–1924
- Anders Henrikson, lmb
- Richard Hermelin, lmb
- Erik Uddenberg, lmb
- Nils Johansson, bf
- Axel Lindqvist, s
- Carl Strid, s

#### 1925–1928
- Anders Henrikson, lmb
- Erik Uddenberg, lmb (1925–1926)
  - Charley Fager, lmb (1927–17/2 1928)
    - Ingeborg Hegardt, lmb (5/3–31/12 1928)
- Carl Larson, lmb
- Nils Johansson, bf
- Anders Andersson, s
- Axel Lindqvist, s

#### 1929–1932
- Anders Henrikson, lmb (1929)
  - Linus Andersson, lmb (1930–1932)
- Carl Larson, lmb
- Albin Eriksson, bf
- Nils Johansson, bf
- Anders Andersson, s
- Axel Lindqvist, s

#### 1933–1936
- Linus Andersson, lmb 1933–1934, h 1935–1936
- Karl Hillgård, lmb 1933–1934, h 1935–1936
- Albin Eriksson, bf
- Anders Pettersson, bf
- Anders Andersson, s
- Axel Lindqvist, s

#### 1937–1940
- Linus Andersson, h
- Albin Eriksson, bf
- Anders Pettersson, bf
- Anders Andersson, s
- Ragnar Persson, s
- Axel Lindqvist, s

#### 1941–1944
- Gustav Nilsson, h
- Hjalmar Nilson, bf
- Anders Pettersson, bf
- Anders Andersson, s
  - Ragnar Persson, s (höstsessionen 1944)
- Axel Lindqvist, s

#### 1945–1948
- Gustav Nilsson, h
- Hjalmar Nilson, bf
- Anders Pettersson, bf
- Axel Lindqvist, s
- Ragnar Persson, s

#### 1949–1952
- Hjalmar Nilson, bf
- Anders Pettersson, bf
- Bror Persson, fp (1949–19/6 1950)
  - Nils Nestrup, fp (höstsessionen 1950–1952)
- Tore Bengtsson, s
- Ragnar Persson, s (1949–27/3 1951)
  - Ingemund Bengtsson, s (27/3 1951–1952)

#### 1953–1956
- Gustav Nilsson, h
- Anders Pettersson, bf
- Nils Nestrup, fp
- Ingemund Bengtsson, s
- Tore Bengtsson, s

#### 1957–första riksmötet 1958
- Gustav Nilsson, h
- Anders Pettersson, c
- Nils Nestrup, fp
- Ingemund Bengtsson, s
- Tore Bengtsson, s

#### Andra riksmötet 1958–1960
- Gustav Nilsson, h
- Johannes Antonsson, c
- Anders Pettersson, c
- Ingemund Bengtsson, s
- Tore Bengtsson, s

#### 1961–1964
- Gustav Nilsson, h
- Alvar Andersson, c
- Johannes Antonsson, c
- Ingemund Bengtsson, s
- Tore Bengtsson, s (1961–20/11 1964)
  - Allan Davidsson, s (27/11–31/12 1964)

#### 1965–1968
- Gunnar Oscarson, h
- Johannes Antonsson, c
- Wiking Werbro, fp
- Ingemund Bengtsson, s
- Gösta Josefsson, s

#### 1969–1970
- Gunnar Oscarson, m
- Alvar Andersson, c
- Johannes Antonsson, c
- Ingemund Bengtsson, s
- Gösta Josefsson, s